# Reinhold Yabo
Reinhold „Ray“ Yabo (* 10. Februar 1992 in Aldenhoven) ist ein ehemaliger deutscher Fußballspieler, der zuletzt bei Arminia Bielefeld unter Vertrag stand.

## Karriere

### Vereine
Während seiner Jugendzeit spielte Yabo für den SV Teutonia Niedermerz. Nach dem Besuch des privaten Gymnasiums Haus Overbach ging er auf das Sportinternat des 1. FC Köln und spielte dort in mehreren Jugendabteilungen.
Seit der Saison 2009/10 stand Yabo im Kader der zweiten Mannschaft des 1. FC Köln, die in der Regionalliga West spielte. Sein Debüt für das Profiteam in der Bundesliga gab er am 16. April 2010 beim 2:0-Sieg gegen den VfL Bochum, als er nach 89 Minuten für den zweifachen Torschützen Zoran Tošić eingewechselt wurde. Sein erstes Bundesligaspiel über eine längere Distanz absolvierte er am 16. Januar 2011, als er nach der Halbzeitpause des Auswärtsspiels gegen den 1. FC Kaiserslautern (1:1) für Petit, der einen Muskelfaserriss erlitten hatte, eingewechselt wurde. Am 24. April 2011 gab er sein Startelfdebüt bei der 1:4-Niederlage gegen den VfL Wolfsburg.
Zur Saison 2011/12 wurde Yabo an den Zweitligisten Alemannia Aachen ausgeliehen. Nach 17 Spielen in der Hinrunde verpasste er aufgrund einer Knieverletzung die gesamte Rückrunde, die für den Verein als Tabellenvorletzter mit dem Abstieg aus der 2. Bundesliga endete. Nach seiner Rückkehr nach Köln wurde Yabo in der Vorbereitung auf die Saison 2012/13 von Trainer Holger Stanislawski aus dem Profikader aussortiert und erneut in die zweite Mannschaft versetzt.
Zur Saison 2013/14 wechselte Yabo ablösefrei zum Zweitligaaufsteiger Karlsruher SC. Sein Ligadebüt für den KSC gab er beim 1:0-Auswärtssieg gegen den FSV Frankfurt am ersten Spieltag der Saison. Das erste Tor für den KSC erzielte er am 14. Februar 2014 (21. Spieltag) beim 1:1 gegen die SpVgg Greuther Fürth mit dem Tor zum 1:0. Nach einer starken Saison 2014/15, in der Yabo in 31 Ligaspielen fünf Treffer markierte, belegte er mit dem Karlsruher SC den dritten Platz. Der KSC traf in der Relegation um den Erstligaaufstieg auf den Hamburger SV, den Drittletzten der 1. Bundesliga. Nachdem das Hinspiel 1:1 ausgegangen war, traf Yabo im Rückspiel im Wildparkstadion zur 1:0-Führung. Der HSV entschied das Spiel nach Verlängerung für sich; dem KSC blieb der Aufstieg verwehrt.
Nach zwei Jahren bei den Badenern schloss er sich zur Saison 2015/16 ablösefrei dem österreichischen Meister FC Red Bull Salzburg an. Sein Pflichtspiel-Debüt gab Yabo am 21. September 2016 im ÖFB Cup gegen den SC Mannsdorf. Er wurde in der 59. Minute eingewechselt und erzielte das Tor zum 7:1-Endstand. Vorher wurde er aufgrund einer Knieverletzung nicht eingesetzt.
Im Januar 2017 wurde er zurück nach Deutschland an den Zweitligisten Arminia Bielefeld verliehen. Nach dem Ende der Leihe kehrte er zu den Salzburg zurück, für die er in den folgenden eineinhalb Jahren 33 Bundesligaspiele absolvierte.
Im Januar 2019 schloss er sich erneut Arminia Bielefeld an. Nach Ablauf der Saison 2020/21 löste er in Einvernehmen mit dem Verein aufgrund nachhaltiger gesundheitlicher Probleme (vor allem am Knie) den noch bis 2022 gültigen Vertrag auf und verkündete das Ende seiner Profilaufbahn.

### Nationalmannschaft
Yabo durchlief mehrere Jugendauswahlen des DFB; so spielte er für die U-15-, die U-16-, die U-17-, die U-18-, die U-19 und die U-20-Auswahl.
Den vorläufigen Höhepunkt seiner Karriere erlebte er im Mai 2009, als er als Spielführer mit der U17 Europameister wurde. Mit diesem Erfolg qualifizierte sich die Mannschaft für die U-17-Weltmeisterschaft in Nigeria, bei der sie im Achtelfinale der Schweizer Auswahl nach Verlängerung unterlag.
Vom DFB wurde er 2009 in der Altersklasse U17 mit der Fritz-Walter-Medaille in Silber ausgezeichnet. 2010 bekam er ebenfalls die Medaille in Silber für die Altersklasse U18.

## Erfolge und Auszeichnungen
- Fritz-Walter-Medaille:

2009 Silber (U-17)
2010 Silber (U-18)
- U-17-Europameister 2009
- Österreichischer Meister: 2016, 2017, 2018, 2019
- Österreichischer Cupsieger: 2016, 2017
- Meister der 2. Bundesliga: 2019/20

## Privates
Reinhold Yabos Eltern stammen beide aus der DR Kongo.
Am 25. Mai 2014 wurde der gläubige Christ für die Wählergemeinschaft FÜR Karlsruhe (ehemals GfK) in den Gemeinderat der Stadt Karlsruhe gewählt. Er gab im Juni 2015 das Mandat auf, da er am 25. Juni 2015 nach Salzburg zog.